# 알바니아-코소보 관계
알바니아-코소보 관계(알바니아어: Marrëdhëniet Shqipëri-Kosovë)는 알바니아와 코소보 간 정치, 사회, 문화, 경제적 관계를 다룬다.
두 국가는 역사적으로 많은 부분을 공유해왔으며, 문화와 사회에 있어서 많은 공통점을 갖고 있다. 또한 알바니아인은 코소보인과 인종적으로도 매우 가깝다.
코소보가 독립을 선언할 당시, 코소보 메토히야 자치주의 인구는 알바니아계 코소보인이 약 90%, 세르비아계 코소보인이 약 10%를 구성하고 있었다.
코소보가 세르비아로부터 독립을 선언한 2008년에 알바니아는 코소보의 독립을 환영하고 이를 축하하였다. 알바니아는 다른 구유고슬라비아 국가들의 코소보에 대한 국가승인을 환영하는 입장이다. 알바니아는 코소보에 대해 국가승인을 한 최초의 국가들 중 한 국가이다. 또한 코소보가 독립을 선언했을 때 유럽 연합 및 미국은 이를 지지하였다.
코소보는 세르비아의 자치주에 해당하나, 코소보인들은 본인들 스스로를 세르브인이 아닌 알바니아인으로 인식한다. 코소보 내 많은 알바니아계 주민들이 거주하고 있고, 코소보의 독립 요구에 따라 알바니아와 세르비아의 관계는 부정적이다. 또한 마케도니아 북부에서 발생한 분란으로 인해 알바니아는 북마케도니아와 관계가 어색하다.
두 국가의 관계의 핵심 주제는 바로 대알바니아(Greater Albania)이며 이는 급진적인 민족통일주의에 해당한다. 세르비아와 북마케도니아와 같은 인접 주변국들은 이러한 급진적 민족주의의 태동에 대해 매우 부정적인 입장을 취하고 있다.

## 같이 보기
- 알바니아의 대외 관계
- 코소보의 대외 관계
- 알바니아계 코소보인
- 코소보 전쟁
- 2001년 마케도니아 공화국 분란